# Petropedetidae
Petropedetidae (лат.) — семейство бесхвостых земноводных, обитающих в Африке.

## Описание
Размер колеблется от 10 до 36,8 см. Голова среднего или большого размера. Туловище крепкое, вытянутое. Конечности массивные, крупные. Окраска преимущественно тёмных цветов.

## Образ жизни
Живут в саваннах, тропических и субтропических лесах, горах. Ведут полуводный образ жизни. Встречается на высоте до 2500 м над уровнем моря. Активность проявляют ночью. Питаются беспозвоночными, грызунами, мелкими пресмыкающимися и земноводными.

## Размножение
Это яйцекладущие земноводные. Некоторые виды охраняют свои кладки.

## Распространение
Ареал семейства охватывает Сьерра-Леоне, Кот-д'Ивуар, Нигерию, Камерун, южную часть Габона (включая пограничные районы с Конго), Того, остров Биоко, горы Эфиопии, Танзании и Кении. Возможно, обитают в Уганде.

## Классификация
На октябрь 2018 года в семейство включают 3 рода и 13 видов:
- Arthroleptides Nieden, 1911 (3 вида)

- Arthroleptides dutoiti Loveridge, 1935
- Arthroleptides martiensseni Nieden, 1911 "1910"
- Arthroleptides yakusini Channing, Moyer, and Howell, 2002

- Ericabatrachus Largen, 1991 (1 вид)

- Ericabatrachus baleensis Largen, 1991

- Petropedetes Reichenow, 1874 — Камнелюбки  (9 видов)

- Petropedetes cameronensis Reichenow, 1874 — Водная камнелюбка
- Petropedetes euskircheni Barej at al., 2010
- Petropedetes johnstoni (Boulenger, 1888) — Камерунская камнелюбка
- Petropedetes juliawurstnerae Barej at al., 2010
- Petropedetes newtonii (Bocage, 1895) — Подстилочная камнелюбка
- Petropedetes palmipes Boulenger, 1905 — Перепончатая камнелюбка
- Petropedetes parkeri Amiet, 1983 — Камнелюбка Паркера
- Petropedetes perreti Amiet, 1973 — Камнелюбка Перре
- Petropedetes vulpiae Barej, Rödel, Gonwouo, Pauwels, Böhme & Schmitz, 2010